# Scott Patterson
Scott Gordon Patterson (Filadélfia, 11 de setembro de 1958) é um actor estadunidense, conhecido pelo papel de Luke Danes na série Gilmore Girls (2000-2007).
Retornou em 2016 para um revival de 4 episódios (inverno, primavera, verão e outono) da mesma série. também interpretou o papel de pai do garoto "Justin Tolchuck" da série Aliens in America, exibida no Brasil pela WB e participou do thriller Jogos Mortais 4 (2007) e Jogos Mortais 5 (2008), como o agente Strahm. 